# Villers-Cotterêts
Villers-Cotterêts è un comune francese di 10 601 abitanti situato nel dipartimento dell'Aisne della regione dell'Alta Francia.
È il luogo di nascita del celebre scrittore Alexandre Dumas, padre.
Nel 1539 il re Francesco I vi firmò un'ordinanza che introdusse importanti riforme amministrative nello Stato francese quali l'imposizione del francese come lingua ufficiale e la generalizzazione di uno Stato Civile (registrazione di battesimi e matrimoni) in Francia. 

## Storia
Nel 1528, dopo il suo ritorno dalla cattività spagnola a Madrid, il re Francesco I decise di stabilirsi prevalentemente a Parigi e nell'Île-de-France. Tra i luoghi ove egli si propose di risiedere vi era quello di Villers-Cotterêts, che egli possedeva fin dal 1498 e che lo attirava per la sua foresta ricca di selvaggina.

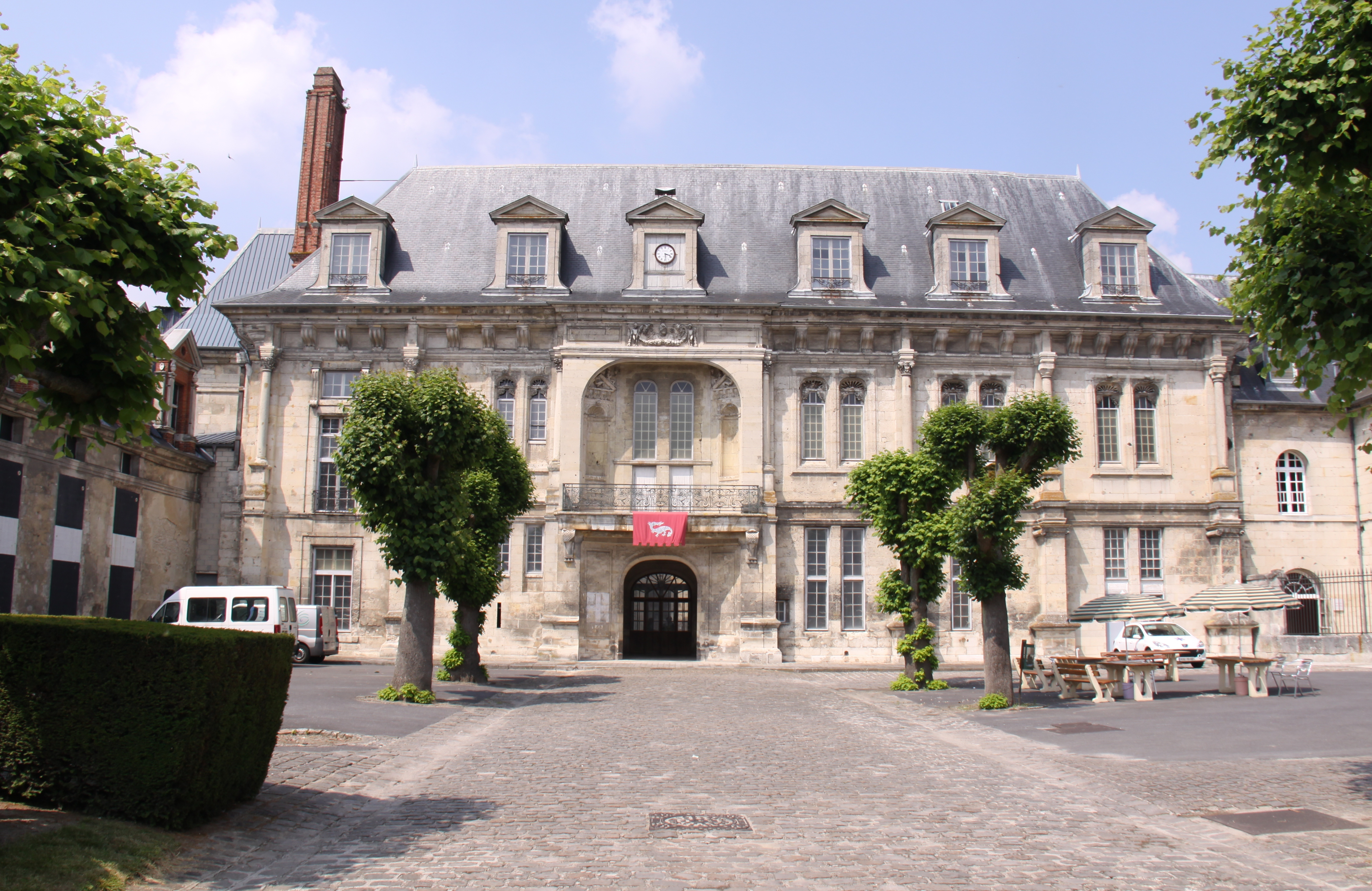
Il castello di Villers-Cotterêts

La costruzione di un'abitazione regale fu decisa tra il 1528 e il 1532 e fu affidata agli architetti parigini Jacques e Guillaume Lebreton. A Villers-Cotterêts, come a Saint-Germain-en-Laye e a Fontainebleau, vi erano alcuni corps de logis, mura e fondamenta di un castello medievale in rovina dalla guerra dei cento anni, che furono ristrutturati e integrati in nuovi edifici, da cui una certa asimmetria nella pianta del corpo degli appartamenti regali..
La costruzione, finanziata dalle vendite di legname, coprì approssimativamente i regni di Francesco I ed Enrico II, ma conobbe il suo ritmo più sostenuto tra il 1532 e il 1540. Al termine di questo periodo, i fabbricati principali erano terminati e fu nel corso del suo lungo soggiorno che Francesco I vi firmò, nell'agosto 1539, l'Ordinanza di Villers-Cotterêts.
Nel 1558, Enrico II vi firmò le leggi dell'Auld Alliance, trattato d'alleanza tra i regni di Francia, di Scozia e di Norvegia contro il regno d'Inghilterra. 
Nel 1661, Luigi XIV di Francia donò il castello a suo fratello Filippo d'Orléans. Dopo la sua prima rappresentazione al Castello di Versailles alla presenza del re il 12 maggio 1664, la commedia tragica Il Tartuffo di Molière fu nuovamente presentata al re e a Monsieur il 25 settembre 1664 presso il castello di Villers-Cotterêts. Il 18 ottobre 1722, il re Luigi XV di Francia, in viaggio per la sua consacrazione a Reims, dormì nel castello. Grandi feste vi furono date in occasione della celebrazione della consacrazione regale.

## Sport
Durante il mese di maggio, dal 1998 al 2007, nel comune di Villers-Cotterêts aveva luogo la corsa in linea maschile di ciclismo su strada denominata Grand Prix de Villers-Cotterêts.

## Società

### Evoluzione demografica
Abitanti censiti